# Tiobactéria
Tiobactérias ou sulfobactérias são bactérias autótrofas que usam compostos à base de enxofre como fonte de elétrons e da energia necessária para assimilar CO2 (carbono inorgânico) e sintetizar moléculas orgânicas.
A equação geral da fixação de CO2 é:
{\displaystyle CO_{2}+2H_{2}S\longrightarrow (CH_{2}O)+H_{2}O+2S}
Entre estas bactérias, há algumas que realizam este processo sem o auxílio da luz solar (quimiossíntese). Enquanto as cianobactérias utilizam clorofila para sua fotossíntese, as sulfobactérias possuem a bacterioclorofila para a utilização de radiação infravermelha como fonte de energia, num tipo especial de fotossíntese.
Entre as tiobactérias, temos as bactérias púrpuras sulfurosas (famílias Chromatiaceae e Ectothiorhodospiraceae) e as bactérias verdes sulfurosas (filo Chlorobi). 